# Palacio de San Francisco (Cali)
El Palacio de San Francisco es una torre de oficinas ubicada en Cali, Colombia, donde se encuentra la sede de la Gobernación del departamento colombiano del Valle del Cauca. Para su construcción se demolió el antiguo palacio del mismo nombre, que era parte del patrimonio de la ciudad. Sus arquitectos fueron Enrique Richardson y Libia Yusti de Chatain. 

## Historia
Tras la creación del departamento, la sede de la Gobernación se ubicó en una vieja casona de ladrillo de dos plantas frente al Teatro Municipal de Cali, en la esquina de la calle 7 con carrera 5, donde actualmente funciona la Casa Proartes. En esta instalación se desarrollarían las actividades de la Gobernación hasta 1930, cuando se trasladó la sede al edificio del antiguo Palacio de San Francisco.

### Construcción del primer Palacio de San Francisco
El diseño y adelanto de las obras del antiguo Palacio de San Francisco se encargó a los arquitectos italianos Papio y Juan Pablo Bonarda, quienes se encontraban en la ciudad de Manizales, realizando otras obras bajo la dirección del arquitecto italo-francés Polti. La nueva estructura, que tendría un coste de $400.000, se inició en 1928 en un lote frente a la Iglesia de San Francisco y finalizó en 1930, bajo el mandato de Salvador Iglesias Colmenares. El edificio contaba con cuatro plantas coronadas por un domo y una escalera central de concreto, y su entrada, localizada por la calle 6, asomaba al frente monumento a Fray Damián González. La Gobernación funcionó en este edificio hasta 1978.

### Construcción del nuevo Palacio de San Francisco

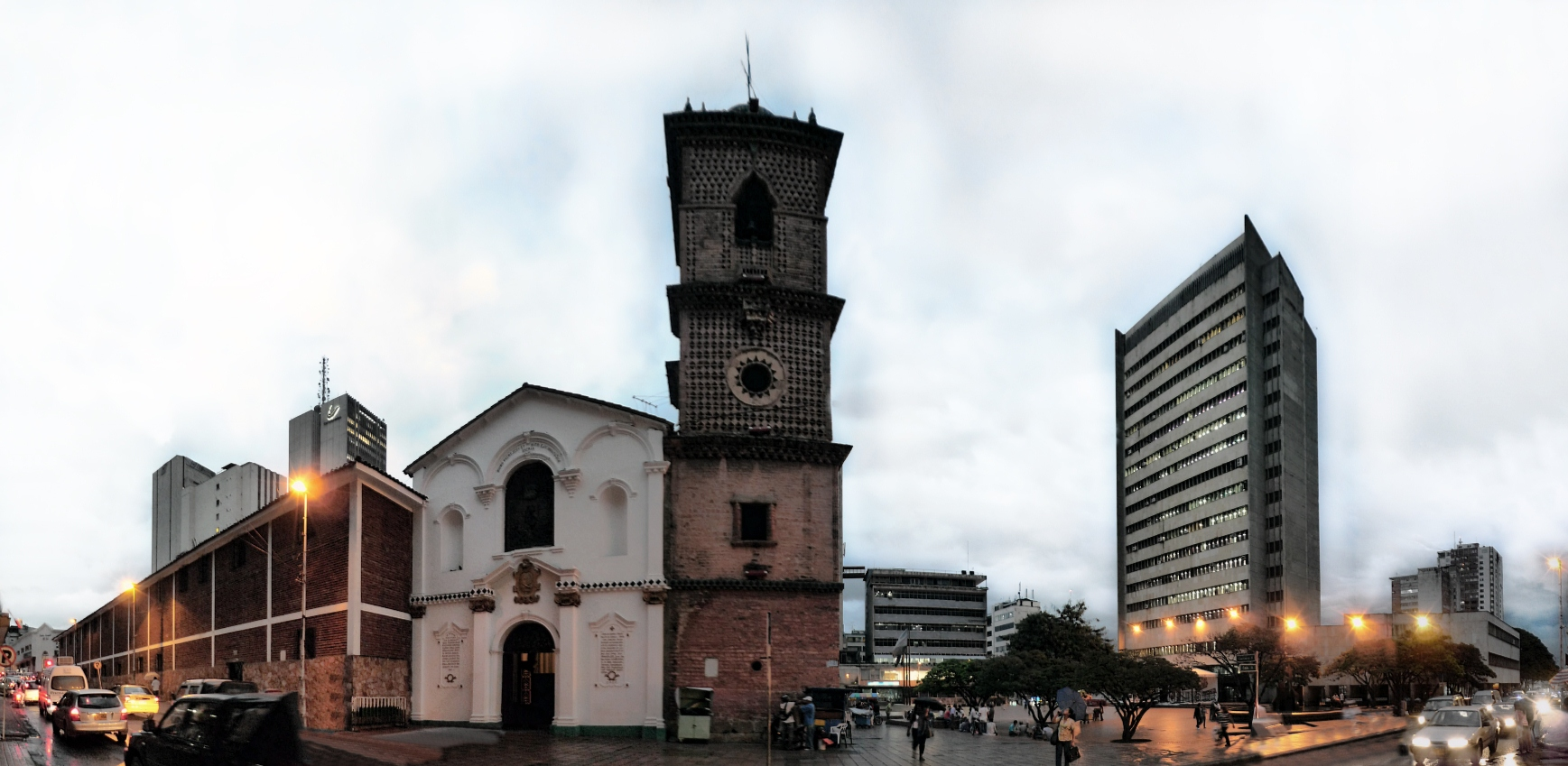
Vista panorámica de la Plazoleta de San Francisco.

La falta de espacio para las dependencia de la Gobernación había provocado las descentralización de la misma en varios sectores de la ciudad, lo que acarreaba costos administrativos y de tiempo, lo que demoraba la gestión del ente público. Debido a esto se expediría la Ley 91 de diciembre de 1965, por la cual se le buscaba adelantar la construcción del nuevo Palacio de San Francisco y asignar los recursos necesarios para tal empresa. Esta ley permitía la emisión de estampillas para financiación del edificio departamental y del municipal. La ley que financiaba los proyectos fue reglamentaba luego por el presidente Guillermo León Valencia bajo el Decreto presidencial 1304.
Durante la gobernación de Libardo Lozano Guerrero, se estableció la junta administradora "Pro-Palacio Departamental". A mediados de los años 1960, se lanzó  un concurso de arquitectura que ganaron Enrique Richardson y Libia Yusti de Chatain, asociados con Julián Guerrero y Jaime Camacho. El inicio de las obras, con un costo estimado de $50'000.000, sucedieron en el marco de los Juegos Panamericanos de 1971. La construcción del nuevo edificio, con 17 pisos, 2 sótanos y una torre central en un área de 24.000 metros implicó la demolición del antiguo Palacio de San Francisco, lo que afectó negativamente el patrimonio urbano.
Finalmente las obras del nuevo Palacio de San Francisco fueron concluidas en 1976 bajo la gobernación de Raúl Orejuela Bueno. Actualmente el edificio alberga el despacho del gobernador, las secretarias departamentales de educación, obras públicas, salud, servicios administrativos, hacienda, la imprenta departamental y la oficina de expedición de pasaportes.